# Groupement III/3 de Gendarmerie mobile
Le groupement III/3 de Gendarmerie mobile (GGM III/3) est implanté à Saint-Nazaire (Loire-Atlantique) et appartient à la région de Gendarmerie de Rennes. Il comprend 5 escadrons situés dans les Pays de la Loire et en Centre-Val de Loire.

## Implantation des unités
- Pays de la Loire
  - EGM 32/3 à Luçon
  - EGM 35/3 à Saint-Nazaire
- Centre-Val de Loire
  - EGM 36/3 à Joué-lès-Tours
  - EGM 38/3 à Joué-lès-Tours
  - EGM 37/3 à Blois (anciennement EGM 46/3)

### Dissolution et transferts
- EGM 31/3 à Nantes dissous en septembre 2011[1]
- EGM 33/3 à Mamers transféré au groupement I/3 en tant qu'EGM 16/3
- EGM 34/3 à Mayenne transféré au groupement I/3 en tant qu'EGM 17/3

## Appellations
- Groupement III/3 de Gendarmerie mobile (depuis 1er janvier 1991)